# Jančović
Jančović je plemenitaška obitelj bačkih Hrvata.
Plemstvo je dobio Nikola Jančović, sin mu Martin i snaha Ursula.
Dio je plemstva koje je nastanilo Lemeš, ali kojima plemićka diploma nije objavljena u Bačko-bodroškoj županiji.
Tematski je obrađena u Leksikonu podunavskih Hrvata – Bunjevaca i Šokaca.